# Vor Frue Kirke (Vordingborg)
 For alternative betydninger, se Vor Frue Kirke. (Se også artikler, som begynder med Vor Frue Kirke)
Vor Frue Kirke eller Vordingborg Kirke er en kirke i byen Vordingborg i Vordingborg Sogn på Sydsjælland.
Den er opført i gotisk stil mellem 1432-1475. Kirken har to bevarede kalkmalerier fra sidste halvdel af 1400-tallet af to forskellige kunstnere eller værksteder.
En del af handlingen i Carit Etlars bog om Gøngehøvdingen udspiller sig i kirken.